# Урок анатомии доктора Тульпа
«Урок анатомии доктора Тульпа» — картина выдающегося голландского живописца Рембрандта ван Рейна, написанная в 1632 году.

## Сюжет
Центральная фигура картины — доктор Николас Тульп, который показывает собравшимся устройство мускулатуры руки человека. Труп — Адриаан Адриаанс по прозвищу Арис Киндт (Малыш). В своё время он тяжело ранил в Утрехте тюремного охранника и в Амстердаме избил и ограбил человека. За это 31 января 1632 года он был повешен и передан для публичной аутопсии амстердамской гильдии хирургов.
Также на картине присутствуют старшины Адриан Слабран (Adraen Slabran) (второй слева), Якоб де Витт (Jacob de Witt) (склонился над трупом, вглядываясь в мышцы руки); лекари Якоб Колевелт (Jacob Koolvelt) (первый слева), Маттейс Калкун (Mathijs Kalkoen) (рядом с Витом), Франс ван Лунен (Frans van Loenen) (наверху), Якоб Блок (Jacob Blok) (перед ним), Харман Харманс (Hartman Hartmansz.) (с листком в руке).
Подобные открытые анатомические уроки были обычным делом не только в Нидерландах, но и во всей Западной Европе. Они проходили раз в году, обычно в зимние месяцы, чтобы тело лучше сохранялось, носили торжественный характер и длились, как правило, несколько дней. Зрителями были коллеги по цеху, студенты, уважаемые граждане и простые горожане.

## Групповой портрет гильдии

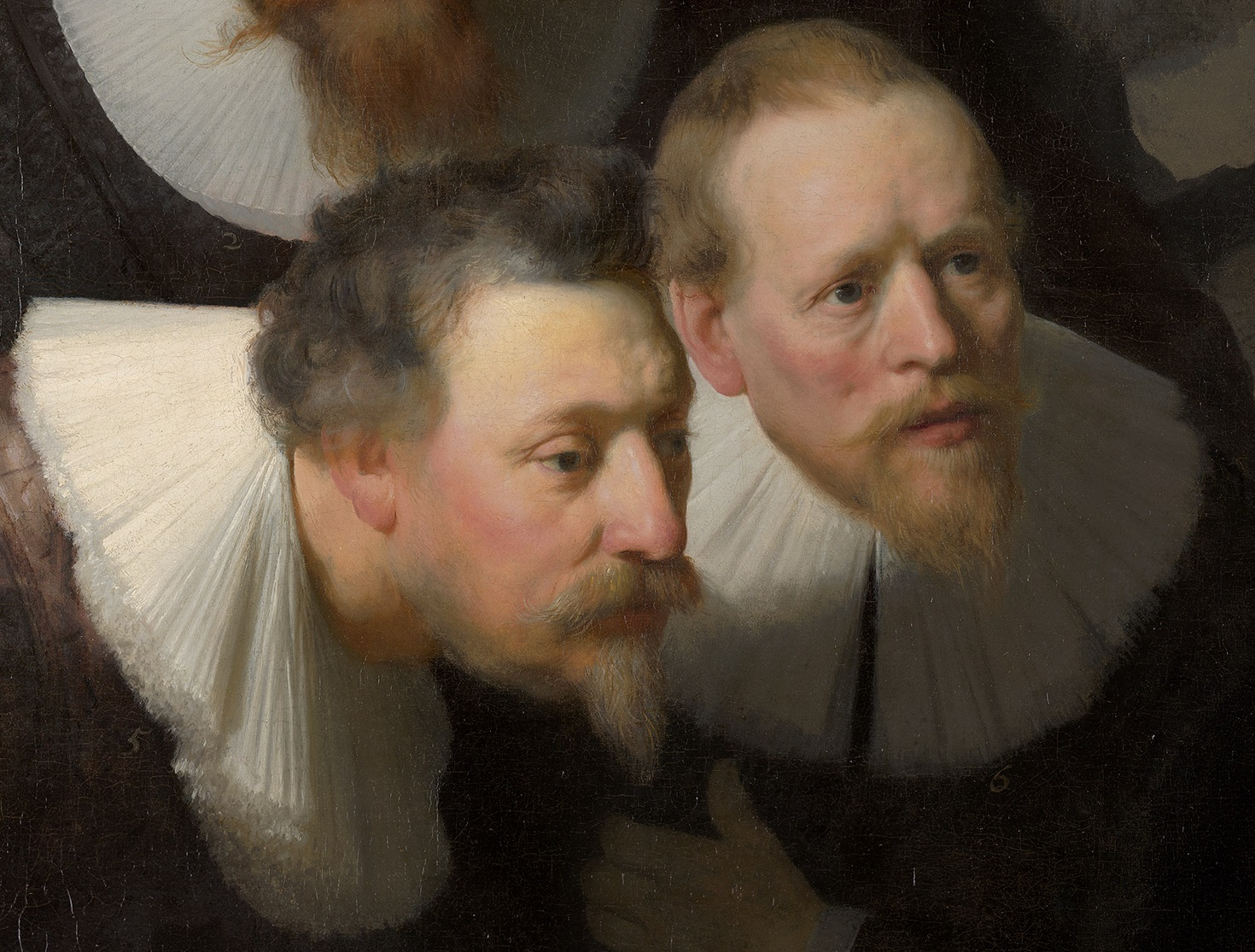
Глаза обоих хирургов говорят о жгучем интересе к устройству человеческого тела

Гильдия хирургов, по обыкновению тех времён, заказала групповой портрет, который служил, согласно обычаю, увековечению изображённых на нём лиц. Заказ, вероятно, вначале получил Хендрик ван Эйленбург, в мастерской которого в то время работал Рембрандт, а затем владелец мастерской передал его Рембрандту.
Портрет предназначался для резиденции гильдии, где и проходил урок анатомии, расположенной в Весовой Палате (de Waag) Амстердама на Новом рынке, там же находились три подобных групповых портрета, выполненных в 1603, 1619 и 1625 годах. Следующий вклад в коллекцию гильдии Рембрандт сделает в 1656 году, когда напишет «Урок анатомии доктора Деймана» (доктор Дейман сменит Тульпа в качестве президента гильдии в 1653 году).
Рембрандт изобразил на своей картине персонажей иначе, чем его предшественники. Как правило, персонажи изображались сидящими рядами и смотрящими не на тело, а прямо на зрителя. Художник изобразил хирургов в профиль или полуоборот и сгруппировал их в форме пирамиды, причём главный персонаж расположен не на её вершине.
Помимо этого он намеренно подчеркнул неподдельный интерес собравшихся к самому уроку. Два человека наклонились вперёд, их осанка и взгляды указывают на то, что они непременно хотят все увидеть как можно ближе и точнее, при этом с трудом верится в то, что оба хирурга действительно увлеклись происходящим церемониальным действом и пытаются утолить свой научный интерес. Маловероятно, чтобы собравшиеся сидели так близко к месту действия, Рембрандт сконцентрировал происходящее на узком пространстве вокруг препарируемого тела.

## Аутопсия

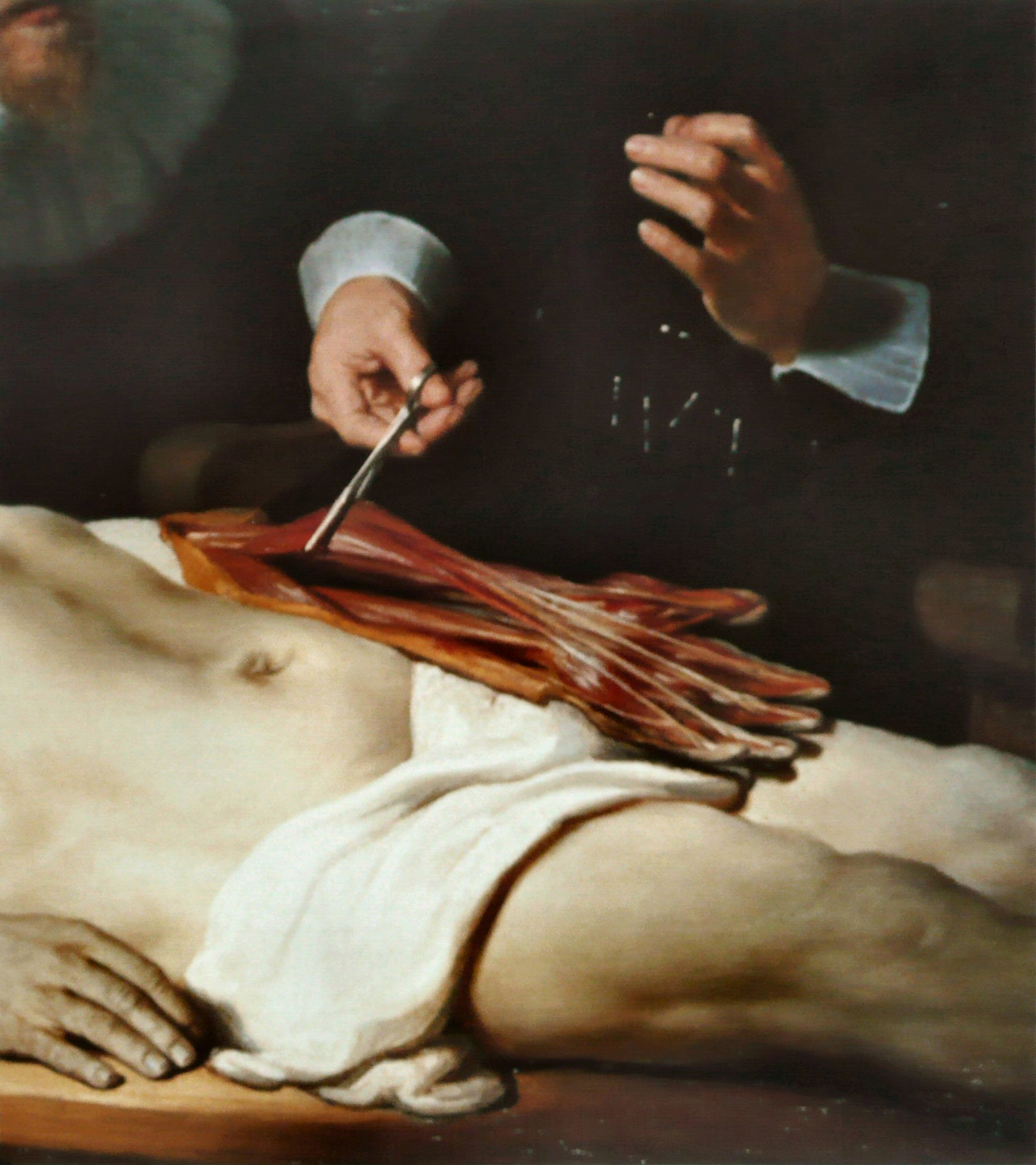
Так же, как сухожилия управляют рукой, управляет Бог людьми

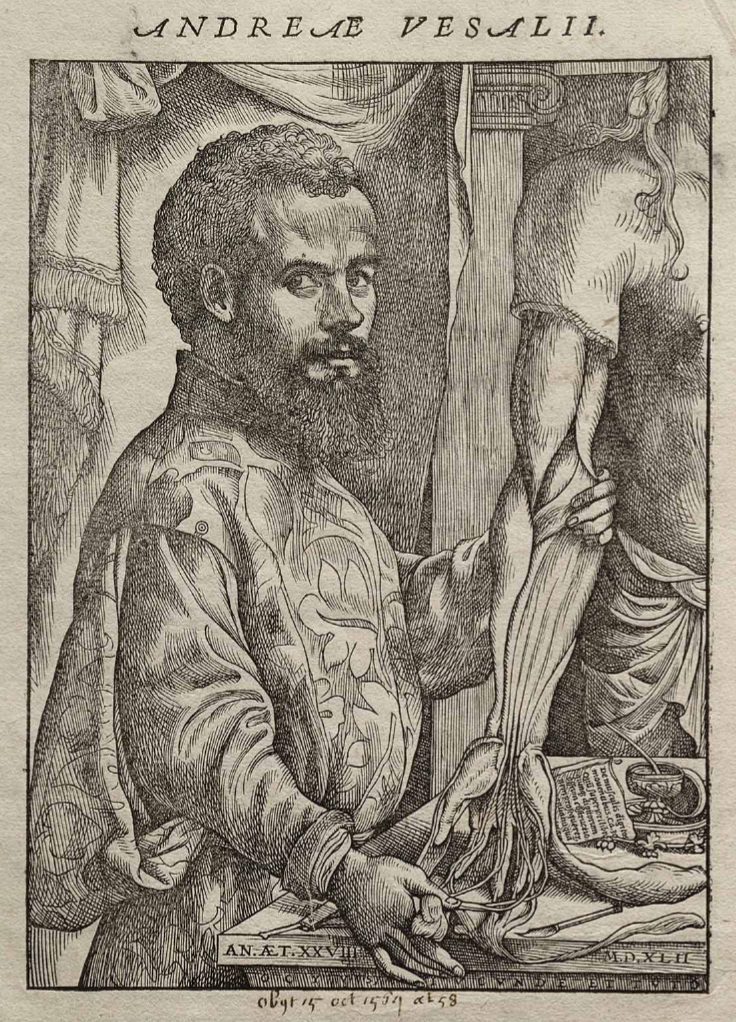
Портрет Везалия из его книги по анатомии человека

Аутопсия на картине изображена не реалистично — типичное вскрытие начиналось с извлечения желудка, печени и селезёнки. Рентгеновское исследование картины показало, что кисть руки была дорисована позднее: вместо неё на первоначальной картине была культя, так как ворам перед казнью отрубали правую руку. Левая рука не соответствует размерам тела и, вероятно, тоже была пририсована позже.
Двадцать четыре года спустя Рембрандт написал картину «Урок анатомии доктора Деймана», на которой по существовавшим тогда правилам тело изображено с открытой брюшной полостью.
Это можно объяснить двумя причинами. Первая — дань Андреасу Везалию, основоположнику современной анатомии, ставшему известным благодаря исследованию анатомии руки. Вторая — изобразив руку, художник мог легче привнести в картину религиозное послание: так же, как сухожилия управляют рукой, управляет Бог людьми. Согласно представлениям того времени, наука должна была доказывать людям могущество Бога.

## Доктор Николас Тульп

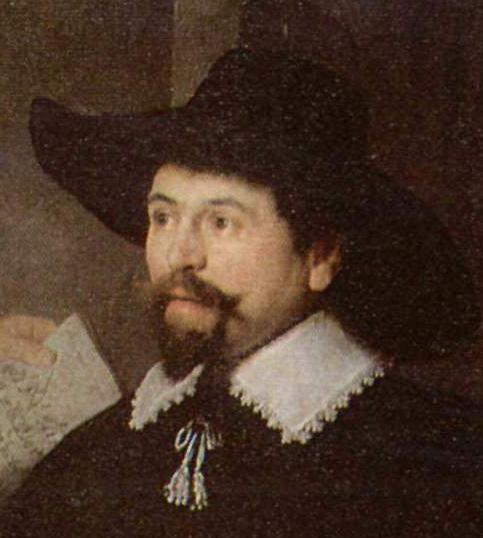
В помещении иметь привилегию носить головной убор было признаком принадлежности к высшему обществу.

Доктор Николас Петерсзоон по прозвищу Тульп (Тюльпан) родился в 1593 и умер в 1674 году. Около 1621 года, на волне охватившей голландцев страсти к разведению тюльпанов, он принял имя Николас Тульп, а после избрания в 1622 году в городской совет Амстердама изобразил пестролепестный тюльпан на личной печати и на фасаде собственного дома. Тульп никогда не одобрял пьянства, процветавшего в среде торговцев тюльпанами, а после краха тюльпаномании в феврале 1637 года поспешил публично осудить спекулянтов и снял с фасада тюльпановый герб.
Тульп принадлежал к верхушке амстердамского общества, несколько раз он был амстердамским бургомистром. Во время написания полотна он входил в городской совет и был прелектором (президентом) гильдии хирургов. Тульп был практикующим врачом в Амстердаме, анатомия была одной из областей, в которых он специализировался. Рембрандт подчеркнул его особое положение тем, что изобразил его в стороне от сидящих плотно друг к другу хирургов. Кроме того, художник изобразил Тульпа единственного в шляпе — в помещении иметь привилегию носить головной убор было признаком принадлежности к высшему обществу.

## Тело Ариса Киндта

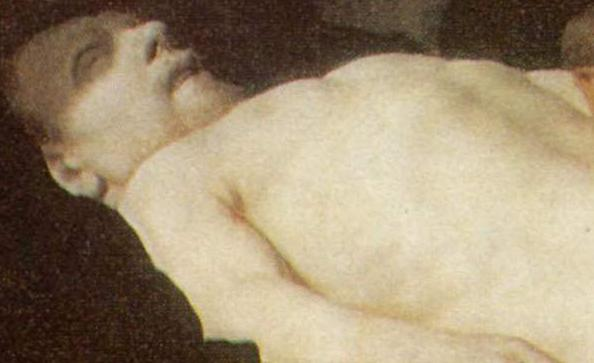
Рембрандт изобразил лицо Ариса Киндта наполовину покрытое тенью, как будто в полумраке видна umbra mortis — тень смерти.

Художники до Рембрандта обычно изображали лицо покойного прикрытым платком или стоящим перед ним человеком. Наблюдатели должны были забыть о том, что перед ними находится человек, которого расчленяют на их глазах. Рембрандт придумал половинчатое решение — он изобразил лицо, наполовину покрытое тенью. Типичная для Рембрандта игра на контрасте света и тени, будто в полумраке видна umbra mortis — тень смерти.
Хотя Доктор Тульп и является центральным персонажем, тело Ариса Киндта занимает бо́льшую площадь в композиции картины. На него падает также основной свет, его нагота и окоченелость отличают его от изображённых на картине живых людей. Кажется, что Рембрандт лишь затем так близко изобразил хирургов и придал такую динамику картине, чтобы подчеркнуть тем самым неподвижность тела покойного.

## История картины
Почти два столетия картина провисела там, где и была написана, в Весовой Палате Амстердама. В 1817 году директор Рейксмузеума Корнелис Апостол обратился к властям с предложением переместить картину из сырого, плохо подходящего помещения в Рейксмузеум. В результате его усилий она в 1828 году была продана в собственность Королевства Нидерландов. Финансирование сделки было осуществлено в том числе и за счёт продажи картин из Рейксмузеума. Однако старания Апостола оказались напрасными. Король Вильям I решил, что «Урок анатомии» будет находиться в Гааге, в основанном в 1822 году Маурицхёйсе.

## Интересные факты

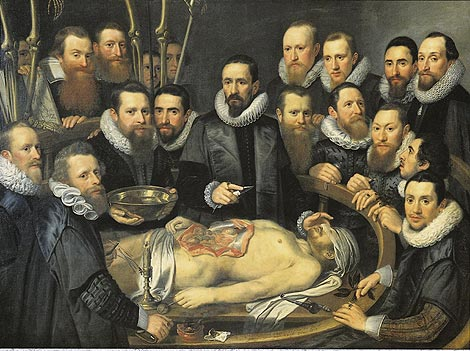
Картина Михила ван Миревельта на аналогичный сюжет, написанная полутора десятилетиями раньше (в 1617 году) позволяет убедиться в новаторстве художественных приёмов, предложенных Рембрандтом

- Первоначально у Франса ван Лунена, стоящего сзади, была шляпа, но потом шляпу убрали, возможно по просьбе Тульпа[2], от неё осталась лишь тень.
- Список с именами собравшихся, находящийся в руках одного из зрителей, появился позже, изначально на нём был набросок мускулов руки[2].
- Картина подписана Rembrandt f[ecit] 1632. Первый раз подписывает Рембрандт картину своим именем, а не инициалами RHL (Рембрандт Харменс из Лейдена) что является признаком его растущей известности.
- Правая рука трупа короче левой.
- Последние исследования голландских учёных показывают несколько несоответствий в изображении рассечённой руки на картине Рембрандта и рассечением руки, проведённым учёными[5].
- Начало трейлера компьютерной игры Deus Ex: Human Revolution воспроизводит сюжет картины: Тульп и его коллеги анатомируют протагониста игры Адама Дженсена. Также в самой игре можно найти репродукции картины.

## Галерея

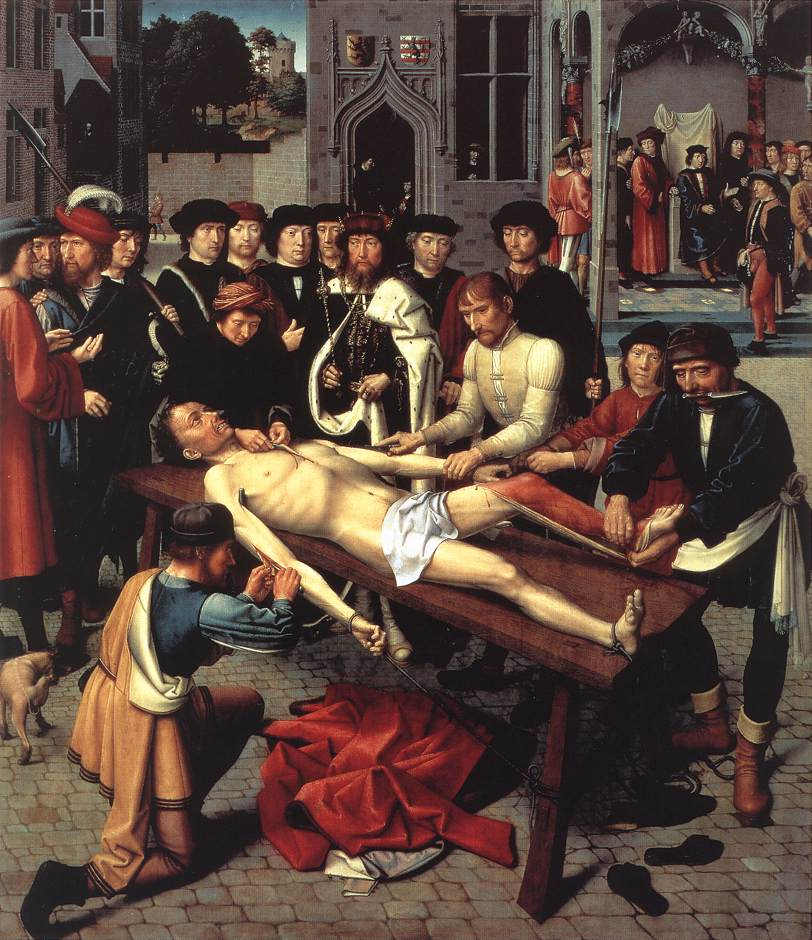
«Царь Камбиз и судья Сизамн», фрагмент, Жерар Давид, 1498
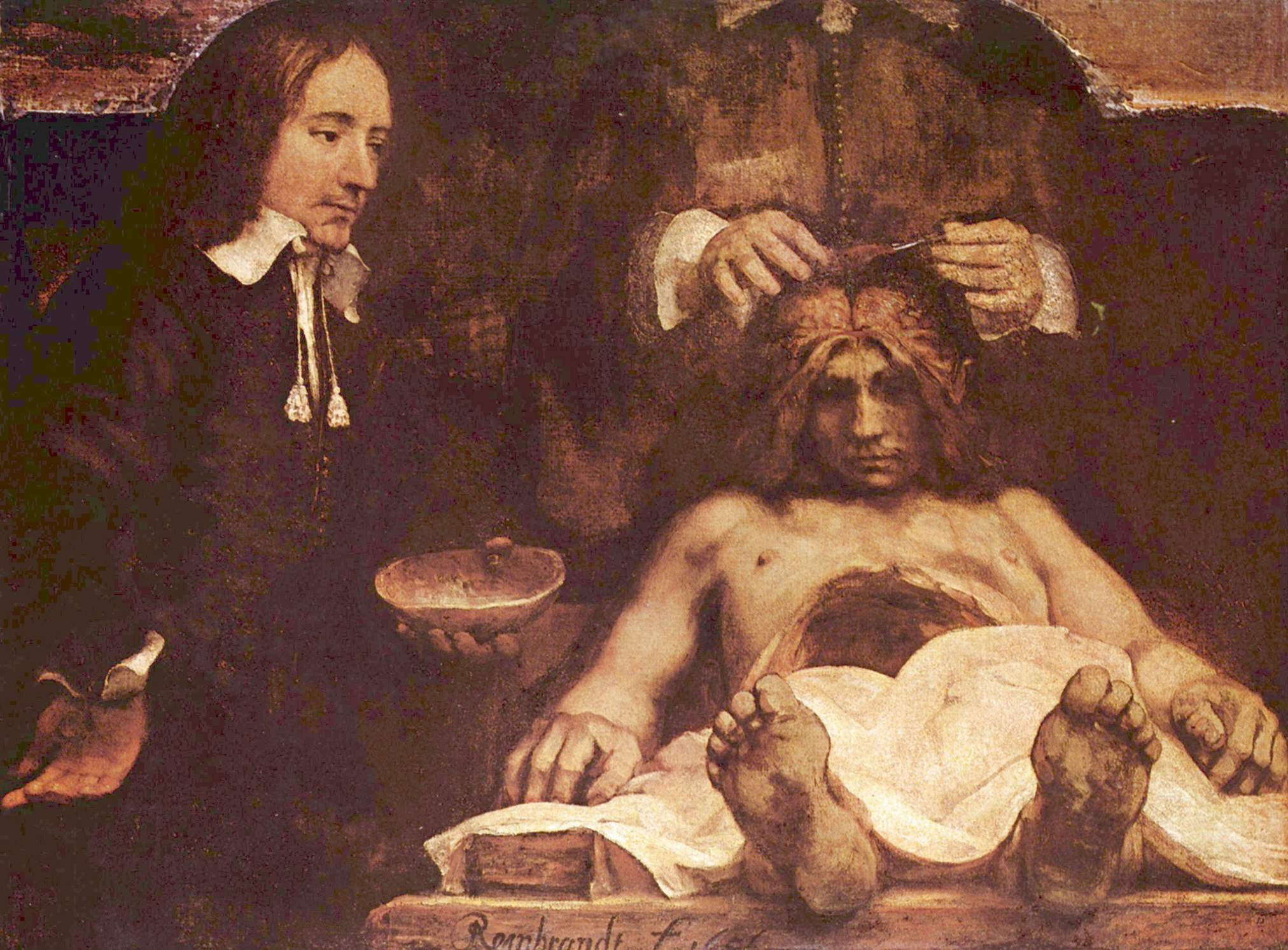
«Урок анатомии доктора Деймана». Рембрандт, 1656
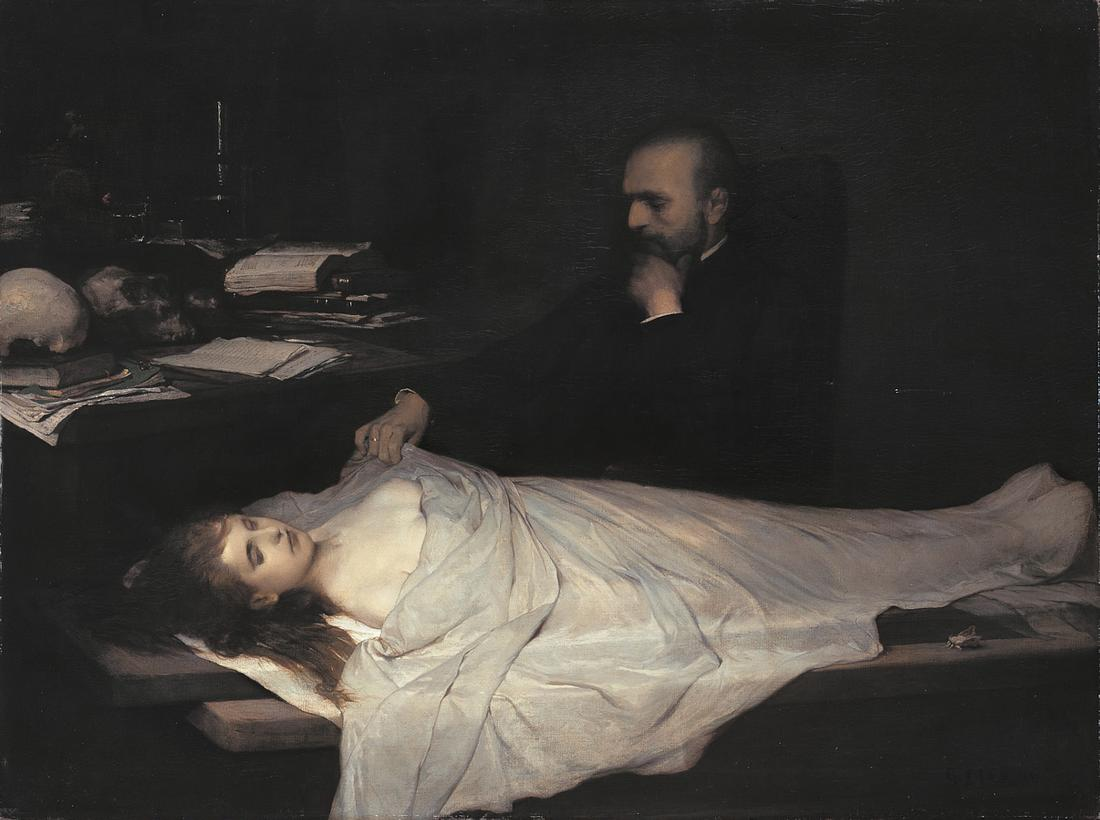
«Анатом», Габриэль фон Макс, 1869
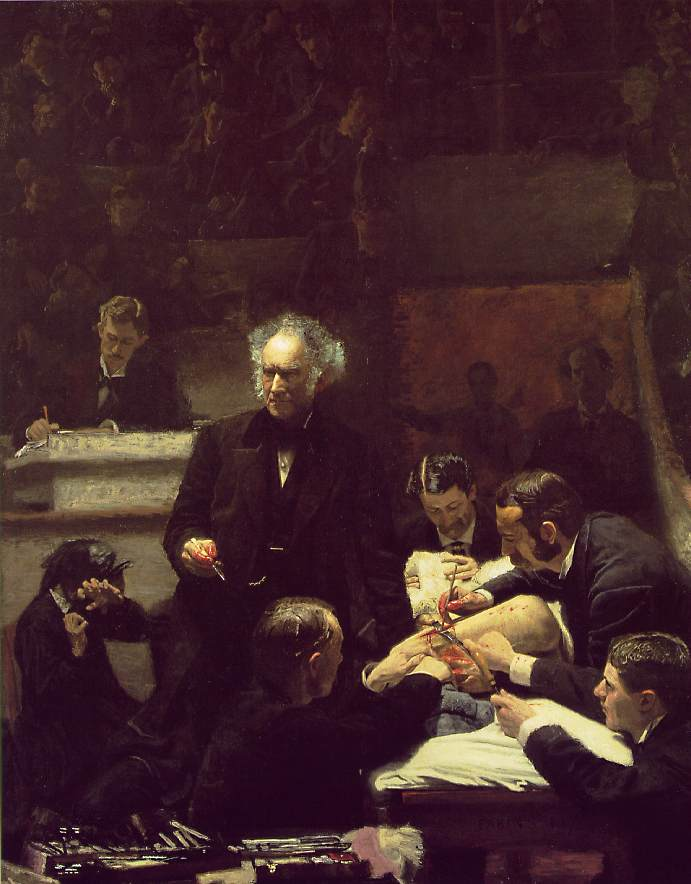
«Клиника Гросса», Томас Икинс, 1875